# 伯納斯特·塔爾頓
陸軍上將伯納斯特·塔爾頓爵士，Bt，GCB[?]（1754年8月21日—1833年1月16日），英國陸軍將領及政治家，1775年至1781年期間參與討伐美國獨立戰爭，返國後於1790年至1806年及1807年至1812年兩度擔任下議院利物浦選區議員。
塔爾頓的家族祖居蘭開郡，後來移居利物浦，頗有名望。1775年，美國獨立戰爭爆發，他旋即應募跟隨英軍軍官康沃利斯勳爵前往北美洲對抗當地革命軍，期間表現突出而獲英軍倚重，但卻為當地革命份子所痛恨。
後世對塔爾頓的評價不一，不少美國學者指他手段殘忍，其中在1780年的「沃克斯華屠殺」中被指大肆屠殺示意投降的革命軍，因而在後世取得「血腥塔爾頓」（Bloody Tarleton）及「卡羅萊納屠夫」（The Butcher of the Carolinas）等負面稱號；但支持他的人則形容他驍勇善戰，當時不少英國民眾視他為戰爭英雄，使他同時在後世擁有「青龍」（The Green Dragoon）的美譽。隨著英軍在1781年的「約克鎮圍城戰役」戰敗，標誌著美國獨立戰爭的告終，塔爾頓隨大隊投降後，終在1782年1月安全返回英國。
塔爾頓在英國成為了輝格黨的支持者，並在1790年起代表家鄉利物浦出任下議院議員，前後近22年之久，但他在參政後期轉投托利黨。在下院，塔爾頓主張反對與法國開戰，同時反對廢除奴隸貿易，頗受注目。此外，塔爾頓在1787年發行回憶錄講述美國獨立戰爭，書中將英方戰敗原因歸咎於康沃利斯勳爵，兩人因而交惡。塔爾頓退出下院後淡出政壇，在什羅普郡過著平靜的退休生活，晚年分別在1818年及1820年獲英廷冊封從男爵和頒授GCB勳銜，以肯定他的戰績。

## 生平

### 早年生涯
伯納斯特·塔爾頓在1754年8月21日生於英格蘭利物浦，家族祖居蘭開郡，後來移居利物浦，在當地頗有名望，屢有家族成員擔任利物浦市長。塔爾頓的父親約翰·塔爾頓（1719年－1773年）是貿易商人，主要從事奴隸貿易，亦曾於1764年至1765年出任利物浦市長。至於塔爾頓的母親是珍·帕克（Jane Parker，1724年－1798年）同樣祖籍蘭開郡，是伯納斯特·帕克的女兒，因此塔爾頓的名也是以其外祖父命名。至於「伯納斯特」一名最遠可上溯其母親的先祖托馬斯·伯納斯特爵士（Sir Thomas Banastre，？－1379年），他生前曾獲愛德華三世頒授嘉德勳章。
伯納斯特·塔爾頓在家中六名兄妹中排行第二，有一長兄名托馬斯（1753年－1820年），另有三名胞弟及一名胞妹分別名約翰（1755年－1841年）、威廉（1758年－？）、克萊頓（Clayton，1762年－1797年）及布麗吉特（Bridget，1760年－1818年）。塔爾頓的父親希望讓兒子學習法律，所以在1770年送托馬斯及伯納斯特到牛津大學，並將伯納斯特的名字登記到倫敦的中殿律師學院。伯納斯特在1771年正式入讀牛津大學的大學學院，學習法律及其他外語，但他對學業並不熱衷，相反卻把時間花在賭博、運動及到處消遣。到1773年，伯納斯特的父親去世，他遂從遺產繼承得5,000英鎊，可是不出一年即全數在賭桌上花光。
塔爾頓從沒有於牛津大學畢業，為清還欠債，在得到母親的資助下，他在1775年出800鎊購入軍職，到英皇第1龍騎衛隊擔任屬於初級軍階的騎兵旗手（Cornet）。同年，美國獨立戰爭爆發，他遂自發在12月隨英軍軍官康沃利斯勳爵前往北美洲鎮壓起義。

### 美國獨立戰爭
塔爾頓在討伐美國獨立戰爭的表現出眾，1776年12月他參與行動成功在新澤西俘虜敵方將領查爾斯·李（Charles Lee），並因軍功獲擢升為副旅長（Brigade Major）。1777年至1778年期間，他曾在新澤西、馬利蘭及賓夕凡尼亞等地參與戰事，當中在1777年9月參與過在賓夕凡尼亞的白蘭地酒戰役（Battle of Brandywine），此後一度駐守賓夕凡尼亞，並獲擢升為上尉。到1778年7月，英軍北美總司令亨利·克林頓爵士設立英國軍團（British Legion），軍團由一些北美的保皇黨志願者、龍騎衛隊及數個步兵團組成，其中克林頓爵士以卡思卡特勳爵（Lord Cathcart）為軍團上校，而塔爾頓則獲提拔為軍團中校。不久以後，卡思卡特獲得擢升，塔爾頓遂全權統領軍團轄下的騎兵部隊。在塔爾頓的帶領下，軍團在1780年初向南卡羅萊納進發，並在同年5月成功協助克林頓爵士取下革命軍重要據點查爾斯頓。
攻陷查爾斯頓以後，塔爾頓獲指派追擊亞伯拉罕·布福特（Abraham Buford）所率的敵方援軍，結果在5月29日於南卡羅萊納的沃克斯華（Waxhaw）大舉痛擊布福特，布福特的多名部眾被殺，史稱「沃克斯華屠殺」，但英方則稱之為沃克斯溪戰役（Battle of Waxhaw Creek）。據了解，布福特原本在沃克斯華向塔爾頓示意投降，但塔爾頓卻未有理會，才導致屠殺發生。但也有意見認為，塔爾頓在屠殺前曾向布福特傳達訊息，表示願意以寬厚的條件接受布福特投降，但布福特沒有接受；至於雙方在沃克斯華作戰時，塔爾頓的座騎卻中彈身亡，而塔爾頓亦墮馬於地上，無法指揮，最終才導致屠殺的發生。後世對塔爾頓在沃克斯華屠殺的表現評價不一，不少美國歷史學者形容他是「血腥塔爾頓」（Bloody Tarleton）、「血腥阿班」（Bloody Ban）、「沃克斯華屠夫」（The Butcher of the Waxhaws）或「卡羅萊納屠夫」（The Butcher of the Carolinas）；但塔爾頓在沃克斯華的表現卻深得英方肯定和讚許，有關事跡令他在英國聲名大震，在後世取得「青龍」（The Green Dragoon）的美譽。

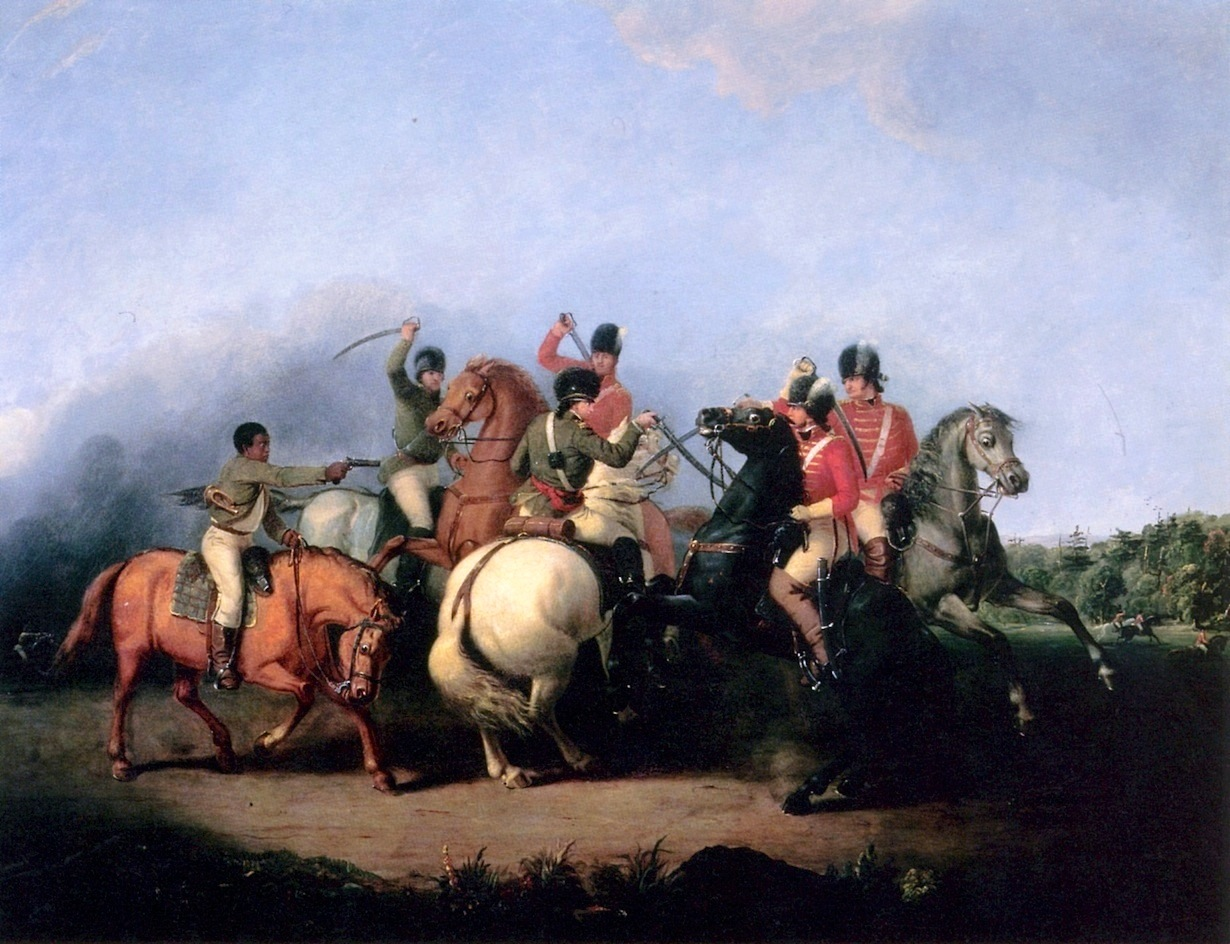
1781年1月17日進行的考彭斯戰役。圖中穿紅衫的是英軍。

1780年8月16日，塔爾頓進一步在卡姆登戰役中協助康沃利斯勳爵徹底擊敗革命軍，並在緊接兩日後的釣魚溪戰役入面乘勝追擊，擊潰由托馬斯·薩姆特（Thomas Sumte）領導的革命軍。但到隨後11月的布萊克斯托克農場戰役卻遇上輕微挫折，至翌年1月的考彭斯戰役（Battle of Cowpens）更遭重創，整隊騎兵部隊僅餘下200多人。自此以後，英軍整體形勢開始逆轉，在1781年3月，塔爾頓於南卡羅萊納參與由康沃利斯領導的吉爾福德縣府戰役（Battle of Guilford Court House），結果在戰事中受傷，事後右手兩隻手指被切除。歷經重創後，塔爾頓一度希望從軍中退役返英，但卻被康沃利斯勳爵設法挽留，而在他的提拔下，塔爾頓復於6月15日正任為英軍正規中校，並名義上隸屬於第79步兵軍團，不過實際上則繼續統領英國軍團。
自吉爾福德縣府戰役後，塔爾頓的部隊跟隨康沃利斯前往維珍尼亞，並在6月試圖突襲準備在夏律第鎮開會的湯瑪斯·傑佛遜，但傑佛遜等人及時逃逸。經過零星戰鬥後，康沃利斯在8月指示塔爾頓的部隊跟隨他到約克鎮，但克林頓爵士卻建議塔爾頓留在威廉斯堡，最後在康沃利斯的堅持下，塔爾頓惟有率部跟隨他到約克鎮，並駐守於附近的告羅士打角。可是，駐守約克鎮很快就注定是一個錯誤的決定，不久以後，革命軍領袖喬治·華盛頓率大軍由北面迫近約克鎮，而華盛頓的法國盟友格拉斯伯爵更率領軍艦從海路而來，對約克鎮形成包抄之勢，並向約克鎮進擊，史稱「約克鎮圍城戰役」（Siege of Yorktown），戰事持續近一個月，結果以英軍大敗收場，康沃利斯勳爵於10月19日決定投降，標誌著英軍在美國獨立戰爭中大勢已去。
康沃利斯勳爵投降後，留守告羅士打角的塔爾頓等人亦不戰而降，隨之淪為戰俘，並隨大隊被送往紐約簽署假釋文件。最後於同年12月啟程返回英國，1782年1月18日返抵倫敦。

### 返回英國

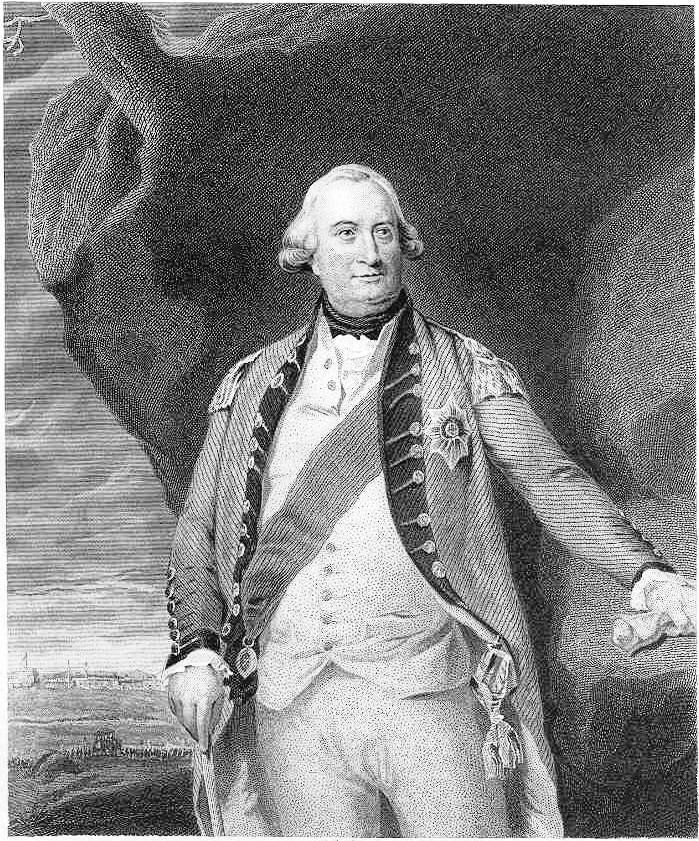
康沃利斯勳爵

塔爾頓返回英國後成為大受歡迎的人物，他鎮壓美國獨立戰爭的事蹟獲廣泛傳誦，他自己很快更加入了輝格黨的社交圈子，並與威爾斯親王及查爾斯·詹姆士·福克斯等人為伍。然而，塔爾頓在英國沒有工作，僅僅繼續從他的中校身份向軍隊支取半薪，加上他熱衷賭博及沉迷享樂，沒多久就陷入財政困難。
1782年初，內政大臣謝爾本勳爵有意任命康沃利斯勳爵為印度總督，康沃利斯隨即打算安排塔爾頓一同前往印度，並讓他打理騎兵隊。不過由於康沃利斯剛剛透過人質交換協議的形式從北美返英，而有關保釋又未失效，結果康沃利斯的任命始終也沒有實現。未幾，塔爾頓獲康沃利斯安排下前往法國南部避債，並在當地住上好一段日子，而他的債務最後由家人所分擔。返回英國後，塔爾頓繼續追隨福克斯等人，並在1784年4月宣佈代表輝格黨競遂下議院利物浦選區議席，但卻以些微票數落敗。這時的塔爾頓再因為欠下債務而避居法國，為了償債，他在法國撰寫名為Campaigns of 1780 and 1781 in the Southern Provinces of North America（《1780年及1781年北美南部地區戰役》）的回憶錄，內容多對前英軍北美總司令克林頓爵士有所迴護，並將英軍戰敗責任歸咎於康沃利斯勳爵，不過書成後塔爾頓沒有立即將之出版。
到1786年2月，康沃利斯勳爵獲政府正式任命為印度總督，塔爾頓遂立即從法國回到倫敦，尋求希望與康沃利斯一同前往印度。然而，當時英國政局由托利黨的小皮特領導，皮特自然不願有輝格黨員出任政府公職，結果塔爾頓前往印度發展的希望再度落空，並惟有再回法國。塔爾頓在1787年3月終於出版他的回憶錄，這導致他與康沃利斯的關係決裂。外界對該書評價不一，有康沃利斯的支持者對書中觀點加以反駁，並出書回應，而塔爾頓與康沃利斯的友誼再也沒有修復過來。

### 下院生涯
塔爾頓在1788年返回英國，並積極籌備再次競逐下院議席。到1790年，塔爾頓第二度出選利物浦選區，結果成功當選，晉身下院，同年又獲得上校軍階。在下院中，塔爾頓站到屬於反對派的輝格黨一方，反對與法國開戰，但在奴隸貿易的議題上，卻與支持廢奴的輝格黨走相反路線，這是因為利物浦是英國的主要貿易城市，廢除奴隸貿易會對當地經濟構成很大打擊。至於他反對與法國開戰，也是考慮到利物浦與法國的貿易會因為開戰而中斷。
另一方面，塔爾頓曾於1792年9月訪問巴黎，其時正值法國大革命，當地局勢相當不穩，塔爾頓亦在同月及時回到英國。不過，英國當時正準備向法國開戰，故他出訪一事被輿論質疑他向法國提供有利情報。到1793年，第一次反法同盟爆發，塔爾頓本有機會從軍出征，但他因病而沒有成行。在1794年，他進而獲軍方頒授少將軍銜。
1796年，下院再次舉行大選，這次托利黨為拖垮塔爾頓，而將塔爾頓的胞弟約翰·塔爾頓安排為利物浦選區候選人，兩人遂成為對手。約翰·塔爾頓乃托利黨人，原屬下院錫福德選區議員，雖然兩人屬於不同黨派，但兄弟關係一向要好。可是，這次選舉卻使兄弟反目，塔爾頓最後擊敗胞弟成功連任，但兩人的關係卻因為這正面衝突而陷入永久決裂。
儘管與胞弟決裂，但塔爾頓自1796年大選以後卻與托利黨的關係逐漸改善。在1798年，他終獲派以少將身份到葡萄牙服役，塔爾頓在1799年3月起行，但到葡萄牙後發現被投閒置散，無所作為，所以在同年10月返回英國。回到英國後，塔爾頓雖然仍然名義上是輝格黨人，但卻因為早前接受過托利黨的任命，身份開始變得模糊，也漸少在下院辯論中發言。到1801年1月1日，他獲軍方晉升為中將，沒多久以後在同年獲任命前往愛爾蘭南部擔任司令，統率當地部隊，以防範拿破崙突襲英國後方。但事實上，拿破崙從沒有進犯愛爾蘭，所以愛爾蘭的局勢相當平穩。到1802年，英、法簽定《亞眠條約》，雙方戰事告一段落，塔爾頓隨即卸任離開愛爾蘭，並於同年榮任第21龍騎衛隊的上校一職。
英、法間的和平並不持久，戰事很快就在1803年再度展開，塔爾頓原本希望會獲委任為愛爾蘭的總司令，但總司令一職卻由卡思卡特勳爵出任，自己卻只獲任命為副司令。塔爾頓心有不甘，於是獲批准調往指揮英格蘭西部地區，一直到1809年為止。到1806年，下院再度舉行大選，這時的塔爾頓已轉投陣營為托利黨人，並成為已故首相皮特的支持者，代表輝格黨的威廉·羅斯科遂成為他的主要對手。這次選舉相當激烈，塔爾頓最終以些微票選被擊敗。雖然在選舉中落敗，但下院在半年後於1807年又一次召開大選，塔爾頓旋即捲土重來，在大選中以大比數擊倒羅斯科而重返下院。此外，塔爾頓在當選後於1808年還獲終身榮任為貝里克及神聖島總督（Governor of Berwick and Holy Island）。
可是，塔爾頓在下院卻未能再有所作為，閒時與妻子出席倫敦的社交場合，他在下院僅主要在半島戰爭期間，抨擊英方主將威靈頓勳爵對法國的戰略方針失誤，但他的抨擊未能獲得輿論支持。到1812年1月1日，塔爾頓終獲軍方擢升為將軍。同年，下院在10月舉行大選，但這次塔爾頓選擇退出政壇，結果其議席由托利黨政治家喬治·坎寧奪得，至此塔爾頓出仕下院前後近22年。

### 晚年生涯
塔爾頓退出下院後逐漸淡出政壇，在1814年，他與妻子遷入位於什羅普郡的倫沃丁府（Leintwardine House，今屬赫里福德郡），過著平靜的退休生活。到1815年1月，英廷決定大舉向曾參與拿破崙戰爭的將士授勳，但當中不包括曾參與美國獨立戰爭的將士。塔爾頓感到心有不甘，遂致函時任陸軍及殖民地大臣巴瑟斯特勳爵（Lord Bathurst）要求獲得平等待遇，但沒有獲得正面答覆。塔爾頓之後轉而前往倫敦尋求好友約克公爵協助，最終促成他在1818年11月6日獲封從男爵，並因此取得爵士頭銜。同年，他還進而獲終身委任為第8輕龍騎衛隊的上校。
1820年，塔爾頓的好友威爾斯親王攝政10年以後，終於繼承父親皇位，成為喬治四世。喬治四世繼位後急不及待宣佈向塔爾頓授予GCB勳銜，以報答及肯定塔爾頓對國家所作的貢獻，塔爾頓在1820年5月20日正式獲勳，並由約克公爵主持授勳儀式。
塔爾頓晚年沒有再出席公眾場合，也沒有出席威廉四世在1830年的登基大典。他閒時主要花時間在倫沃丁府附近釣魚、打獵和騎馬。臨終前幾年的塔爾頓因為中風而變得行動不便，最終在1833年1月16日卒於倫沃丁府內，終年78歲，當日正好是考彭斯戰役52周年的前夕。據記載，塔爾頓的遺體在1月25日安葬於倫沃丁附近的抹大拉聖馬利亞教堂旁的墓地，不過由於文獻散佚，墳墓的確實位置今已不可考，惟教堂內現時仍豎有一塊塔爾頓爵士紀念碑，供人憑弔。

## 個人生活
塔爾頓於1782年認識女詩人及演員瑪麗·羅賓遜（Mary Robinson，1757年－1800年），瑪麗曾經是威爾斯親王的情婦。塔爾頓與瑪麗的情侶關係維持大約15年，兩人同居多年，亦曾一同居於法國，瑪麗更在1783年懷孕，但卻以流產告終。由於瑪麗本身是失婚婦人，另外又在前一段婚姻育有一名女兒，因此兩人的來往一直遭塔爾頓家人反對，兩人最後在1797年分手離場。
1798年12月17日，塔爾頓在倫敦白廳迎娶已故第四代安卡斯特公爵的私生女蘇珊·伯提（Susan Bertie，1778年－1864年）為妻，蘇珊本身比塔爾頓年輕24歲，塔爾頓在1833年逝世後，蘇珊比丈夫多活了31年，至1864年以87歲高齡去世，兩人終生無子無女。此外，塔爾頓育有一名私生女，名叫班尼亞·喬治亞娜·塔爾頓（Banina Georgiana Tarleton，1797年12月19日－1818年4月12日）。根據記錄，班尼亞的母親名「柯蓮娜」（Kolina），其餘所知不多，班尼亞在1818年死時年僅20歲。

## 後人飾演
在後世，塔爾頓一角曾在多部影視作品中出現。其中，在1985年的滑稽電影《戲假情真》（Sweet Liberty）中，塔爾頓由米高·堅所飾。至於在2000年以美國獨立戰爭為題的電影《孤軍雄心》中，入面有一名名為塔輝頓上校（Colonel Tavington）的虛構人物，由積遜·艾錫所飾，影片中的塔輝頓上校是位老練而無情的騎兵司令，正正就是以塔爾頓為藍本。
2006年以廢除奴隸貿易為題材的電影《奇異恩典》（Amazing Grace）入面，塔爾頓由西亞朗·辛德斯（Ciaran Hinds）扮演。影片中的塔爾頓被描繪成為在下院反對廢奴的主要領導人物，而且是威廉·威伯福斯的主要對手。

## 部份著作
- Campaigns of 1780 and 1781 in the Southern Provinces of North America. London:  T. Cadell, 1787.[2]

（直譯：《1780年及1781年北美南部地區戰役》。倫敦：T·卡戴爾，1787年。）
- Reply to Colonel de Charmilly. London:  Ebers, 1810.[2]

（直譯：《給查米利上校的回覆》。倫敦：伊巴斯，1810年。）
- Substance of a Speech intended to have been delivered on the Vote of Credit Bill. London: 1810.[2]

（直譯：《原訂就信貸草案投票一事致辭的擬稿扼要》。倫敦，1810年。）
- Substance of a Speech in a Committee of the House of Commons, on the Army Estimates. London: 1811.[2]

（直譯：《於下議院某委員會就軍隊預算一事的致辭扼要》。倫敦，1811年。）

## 榮譽

### 頭銜

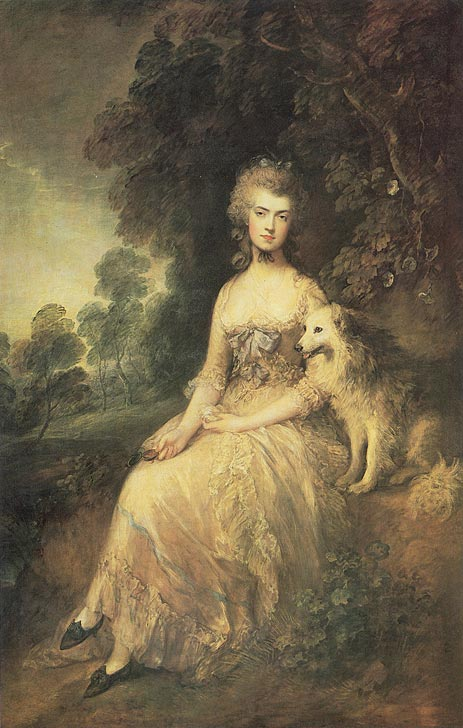
瑪麗·羅賓遜

- 伯納斯特·塔爾頓，Esq（1754年8月21日－1775年4月20日）
- 騎兵旗手伯納斯特·塔爾頓（1775年4月20日－1778年1月[14]）
- 陸軍上尉伯納斯特·塔爾頓（1778年1月－1778年7月[14]）
- 軍團中校伯納斯特·塔爾頓（1778年7月－1781年6月15日[14]）
- 陸軍中校伯納斯特·塔爾頓（1781年6月15日－1790年6月28日[14]）
- 陸軍中校伯納斯特·塔爾頓，MP（1790年6月28日－1790年11月18日[15]）
- 陸軍上校伯納斯特·塔爾頓，MP（1790年11月18日－1794年10月3日[16]）
- 陸軍少將伯納斯特·塔爾頓，MP（1794年10月3日－1801年1月1日[16]）
- 陸軍中將伯納斯特·塔爾頓，MP（1801年1月1日－1806年11月8日）
- 陸軍中將伯納斯特·塔爾頓（1806年11月8日－1807年5月14日）
- 陸軍中將伯納斯特·塔爾頓，MP（1807年5月14日－1812年1月1日[15]）
- 陸軍將領伯納斯特·塔爾頓，MP（1812年1月1日－1812年10月16日）
- 陸軍將領伯納斯特·塔爾頓（1812年10月16日－1818年11月16日）
- 陸軍將領伯納斯特·塔爾頓爵士，Bt（1818年11月16日－1820年5月20日）
- 陸軍將領伯納斯特·塔爾頓爵士，Bt，GCB（1820年5月20日－1833年1月16日）

### 殊勳
- 以下列出榮譽全稱及縮寫：^ 
  - 從男爵（Bt.） （1818年11月16日[17]）
  - 巴斯爵級大十字勳章（G.C.B.） （1820年5月20日[2]）

## 外部連結
- 伯納斯特·塔爾頓與英國軍團網（英文）
- 伯納斯特·塔爾頓中校 - 在美國最被痛恨的軍官（英文）
- 伯納斯特·塔爾頓爵士年表（英文）

| 军职            | 军职                             | 军职                   |
| --------------- | -------------------------------- | ---------------------- |
| 前任： 何奧子爵 | 貝里克及神聖島總督 1808年–1833年 | 繼任： 詹姆士·巴瑟斯特 |

| 前任者： 新創設 | 蘭開郡利物浦的塔爾頓從男爵 1818年–1833年 | 繼任者： 絕嗣 |